# Henrik Kutberg
Henrik Kutberg (* 2. November 1992) ist ein estnischer Leichtathlet, der sich auf den Weitsprung spezialisiert hat.

## Sportliche Laufbahn
Erste internationale Erfahrungen sammelte Henrik Kutberg im Jahr 2013, als er bei den U23-Europameisterschaften in Tampere mit einer Weite von 7,18 m in der Qualifikationsrunde ausschied. 2015 gelangte er bei der Sommer-Universiade in Gwangju mit 7,31 m auf Rang zwölf und 2017 verpasste er bei den Halleneuropameisterschaften in Belgrad mit 7,49 m den Finaleinzug. Im August schied er bei den Studentenweltspielen in Gwangju mit 7,51 m ebenfalls in der Vorrunde aus. 2023 wurde er dann bei der 2. Liga der Team-Europameisterschaft im Rahmen der Europaspiele in Chorzów mit 7,28 m Zehnter.
In den Jahren 2013 und 2015 sowie 2016 und 2021 wurde Kutberg estnischer Meister im Weitsprung im Freien sowie 2014 und 2016 sowie 2017 und 2021 in der Halle.